# کم‌کاری پاراتیروئید
کم کاری پاراتیروئید یا هیپوپاراتیروئیدی کاهش عملکرد غدد پاراتیروئید با تولید کمتر از حد هورمون پاراتیروئید است. این بیماری می‌تواند منجر به کاهش سطح کلسیم در خون شود، همچنین اغلب باعث دل درد و پرش عضلات یا تتانی (انقباض عضلانی غیر ارادی)، و چندین علامت دیگر می‌شود. این بیماری می‌تواند ارثی باشد، یا  می‌تواند به علت آسیب‌های مرتبط با سیستم ایمنی بدن و همچنین تعدادی از علل نادرتر ایجاد شود. تشخیص آن با آزمایش خون، و تحقیقات دیگر مانند آزمایش ژنتیک صورت می‌گیرد. درمان پاراتیرویید با این محدودیت مواجه است که هیچ هورمون مصنوعی نمی‌تواند به عنوان جایگزینی برای هورمون پاراتیروئید باشد. جایگزینی کلسیم یا ویتامین D می‌تواند علائم را بهبود بخشد اما می‌تواند خطر ابتلا به سنگ کلیه و بیماری‌های مزمن کلیه را افزایش دهد.